# 4-тензор
4-тензоры, четырёхте́нзоры — класс математических объектов, используемый для описания некоторых физических полей в релятивистской физике, тензор, определённый на четырёхмерном пространстве-времени.
- Замечание: в литературе 4-тензоры часто называются просто тензорами, а размерность и природа векторного пространства (многообразия), на котором они заданы в этом случае оговариваются явно или очевидны из контекста.

В общем случае 4-тензор является объектом с набором индексов:
{\displaystyle A_{i_{1}i_{2}\ldots i_{n}}^{j_{1}j_{2}\ldots j_{m}},}
причём каждый из индексов принимает четыре значения (обычно от нуля до трёх или от одного до четырёх, то есть {\displaystyle i_{1}=0,1,2,3,i_{2}=0,1,2,3} итд.
При смене системы отсчёта компоненты этого объекта преобразуются так:
{\displaystyle A_{i_{1}i_{2}\ldots i_{n}}^{\prime j_{1}j_{2}\ldots j_{m}}=\beta _{j_{1}k_{1}}\beta _{j_{2}k_{2}}\ldots \beta _{j_{m}k_{m}}\alpha _{i_{1}l_{1}}\alpha _{i_{2}l_{2}}\ldots \alpha _{i_{n}l_{n}}A_{l_{1}l_{2}\ldots l_{n}}^{k_{1}k_{2}\ldots k_{m}}},
где {\displaystyle \alpha _{ij}} — матрица поворота в четырёхмерном пространстве-времени (матрица группы Лоренца), а {\displaystyle \beta _{ij}} — обратная ей.
Верхние индексы называются контравариантными, а нижние — ковариантными. Суммарное число индексов задаёт ранг тензора. 4-вектор является 4-тензором первого ранга.
Обычно в физике тензоры одинаковой природы с разным числом ковариантных и контравариантных индексов считаются различными представлениями одного и того же объекта. Опускание или поднимание индекса проводится с помощью метрического тензора {\displaystyle {\hat {g}}}, например для 4-тензора второго ранга
{\displaystyle A^{ij}=g^{jk}A_{k}^{i}}
Алгебра внешнего произведения позволяет также вводить для антисимметричных тензоров родственные им дуальные тензоры.

## Преимущества четырёхмерной записи
Уравнения теории относительности, электродинамики, и многих современных фундаментальных теорий, включающих их, особенно удобно записывать, используя 4-векторы и 4-тензоры. Главным преимуществом такой записи есть то, что в этой форме уравнения автоматически лоренц-инвариантны, то есть не изменяются при переходе от одной инерциальной системы координат к другой.

## Примеры

### 4-тензоры вОТО
- метрический тензор (играет определённую техническую роль и в отсутствие гравитационных полей, то есть часто применяется и за рамками ОТО, однако в этом случае он, обычно, имеет очень частный вид лоренцевой метрики).
- тензор кривизны
- тензор Риччи
- тензор энергии-импульса (достаточно широко применим и вне ОТО).

### 4-тензор электромагнитного поля
Соответствующий 4-тензор существует также и для описания электромагнитного поля. Это 4-тензор второго ранга. При его использовании основные уравнения для электромагнитного поля: уравнение Максвелла и уравнение движения заряженной частицы в поле имеют особенно простую и элегантную форму.

#### Определение через 4-потенциал
4-тензор определяется через производные от 4-потенциала:
{\displaystyle F_{ik}={\frac {\partial A_{k}}{\partial x^{i}}}-{\frac {\partial A_{i}}{\partial x^{k}}}}.

#### Определение через трёхмерные векторы
4-тензор определяется через обычные трёхмерные составные векторов напряжённости следующим образом:
{\displaystyle F_{ik}=\left({\begin{matrix}0&E_{x}/c&E_{y}/c&E_{z}/c\\-E_{x}/c&0&-B_{z}&B_{y}\\-E_{y}/c&B_{z}&0&-B_{x}\\-E_{z}/c&-B_{y}&B_{x}&0\end{matrix}}\right)}
{\displaystyle F^{ik}=\left({\begin{matrix}0&-E_{x}/c&-E_{y}/c&-E_{z}/c\\E_{x}/c&0&-B_{z}&B_{y}\\E_{y}/c&B_{z}&0&-B_{x}\\E_{z}/c&-B_{y}&B_{x}&0\end{matrix}}\right)}
Первая форма — это ковариантный тензор, а вторая форма — это контравариантный тензор.

#### Сила Лоренца
Записанное в 4-векторной форме уравнение движения заряженной частицы в электромагнитном поле приобретает вид
{\displaystyle mc{\frac {du^{i}}{ds}}={\frac {q}{c}}F^{ik}u_{k}},
где {\displaystyle u^{k}} — 4-скорость, q — электрический заряд частицы, c — скорость света, m — масса. Правая часть этого уравнения — это сила Лоренца.

## Внешние ссылки
- Глава 8 Релятивистская динамика 8.8. Свойства тензоров и момент импульса частицы (недоступная ссылка — история). Дата обращения: 10 июня 2009.
- ЛЕКЦИЯ 20 Четырехмерные векторы и тензоры II ранга.. Научно-образовательный Центр ФТИ им.А.Ф.Иоффе (22 февраля 2002). Дата обращения: 10 июня 2009. Архивировано 29 ноября 2004 года.